# WJプロレス
WJプロレス（ダブリュー・ジェー・プロレス、ワールド・ジャパン・プロレス）は、かつて存在した日本のプロレス団体。運営会社はファイティング・オブ・ワールド・ジャパン。キャッチフレーズは「プロレス界のど真ん中を行く」、「目ん玉飛び出るようなストロングスタイル」。

## 歴史

### 設立までの経緯
2002年2月、新日本プロレスで現場監督を務めていた長州力は武藤敬司、小島聡、ケンドー・カシンが全日本プロレスに事実上引き抜かれた引責で現場監督から降任させられた。これと前後して企画宣伝部長で長州の盟友であった永島勝司も全日本プロレスの馬場元子から引き抜きの話を受けたことでオーナーのアントニオ猪木からの不興を買い、退社に追い込まれた。永島は他団体のアングルなどを企画するナガシマ企画を立ち上げたが、5月に新日本の体制を批判して退社した長州が合流し、社名を「リキ・ナガシマ企画」に変更した。
永島と長州は新団体設立のためにスポンサーを探し、古くからの長州のタニマチで北海道を中心に事業を展開していた大星企業グループの福田政二の協力が得られることとなり、2002年11月12日にファイティング・オブ・ワールド・ジャパン（WJプロレス）を設立、福田が代表取締役社長、永島が専務取締役、長州が取締役に就任した。WJの設立によりリキ・ナガシマ企画は活動を停止する形となった。
旗揚げ興行前から1億円の資金が用意され、道場の開設、サイパンでの合宿、巡業バスや社長専用車の購入、著名人を招いての忘年会などが話題となった。所属選手は前年10月に新日本の退団を表明していた佐々木健介、鈴木健想、フリーの越中詩郎、大森隆男、SPWFの谷津嘉章、高智政光、宇和野貴史を獲得したほかに、インディー団体の選手を対象に入団者を募り旗揚げの体制を整えた。また、フロントとしてタイガー服部、保永昇男、マサ斎藤らが加わっている。選手の獲得に際し支度金として1人500万円が用意されたという。この投資により用意された1億円の資金は瞬く間に費やされ、追加として福田から1億円を長州、永島に貸し付ける形で資金投入されたという。
長州はWJを旗揚げするにあたり、マスコミを通じて「プロレス界のど真ん中を行く」と発言していた。「プロレス界のど真ん中を行く」の意味について長州の弟子で旗揚げ戦への参加が決定していた衆議院議員の馳浩が自身のインターネットサイトで「福田社長が、どんぶり勘定の世界を企業会計の通用する社会にすることであり、また中国へと事業展開するための契機」としてWJを設立したと推測した上で「WJの企業目標がプロレス界の構造改革（猪木世界の排除）と社会貢献、アジアへの事業展開のとっかかりと考えると、なるほどど真ン中を行くという意味が理解できる」と解説している。

### 旗揚げ
2003年3月1日、横浜アリーナで旗揚げ戦を開催した。同日、首都圏ではノア日本武道館大会、K-1 WORLD MAX有明コロシアム大会が開催されており、人気のある他団体のビッグマッチとバッティングした強気な日程で話題を呼んだ。この日は、その他にも女子プロレスなど合計11のプロレス団体と格闘技団体が、首都圏で興行を開催していた。旗揚げ戦では所属選手以外にも馳、大仁田厚、安生洋二や海外からザ・ロード・ウォリアーズ、ドン・フライといった選手が参戦している。
永島の著作によれば旗揚げ戦の開催日と会場に関しては他団体のビッグマッチを意識したものではなく、2003年3月中に旗揚げ戦を開催できる大会場が3月1日の横浜アリーナしか空いていなかったというのが真相だったとしている。永島はWJの設立を発表した2002年11月から2か月以内に旗揚げ戦を開催したい意向を持っていたが他団体から移籍する選手たちの契約切れを待っていたため、意向通りの日程で開催できず、これ以上旗揚げ興行を先延ばしできなかったという事情があったとした。この旗揚げ興行の模様はTBSの番組「深夜の星」枠で録画中継されたが、同局にとってプロレスの放送はUWFインターナショナル以来となった。
旗揚げシリーズについては予定されていた長州力対天龍源一郎戦の6連戦は天龍の負傷欠場により3戦で取りやめになり、その後も長州も負傷で欠場で頓挫。さらに目玉選手のひとりであった大仁田も当時自由民主党所属の参議院議員であったことで、イラク戦争発生による党内対応で議員会館での待機を余儀なくされ、欠場するなど計画通りにいかなかった。

### 旗揚げ後
7月28日、プロレス転向を希望してWJでトレーニングしていた総合格闘家のジャイアント落合が道場での練習中に意識を失い、10日後の8月8日に急性硬膜下血腫により死去した。練習に立ち会っていた長州は日刊スポーツのインタビューに「前方回転の受け身を取ったあと、足元がふらついて倒れた」と証言しているが落合の師匠格にあたる佐竹雅昭は「受け身でそんな大きな事故にはならない」と格闘技通信にコメントしている。これに対して永島の著作によれば「（落合は徹夜のアルバイトを終えてから道場にやってきて）『気分が悪い』と言っていたので見学させていて、ほとんど練習はしていない。このことは警察の実況見分でもこちらの言い分がすべて認められている」、「佐竹のマネージャーに経緯を説明して佐竹にもちゃんと伝えるように頼んでおいたのに、ある時を境に向こうからの連絡が一切来なくなり、挙句の果てに一方的にWJに責任を押し付けようとした」と反論をしている。

### 所属選手の退団
WJは旗揚げ当初から観客動員に苦戦し収益を上げることができず、旗揚げの際に用意した2億円の資本金も無駄な出費や赤字の補填ですぐに使い切ってしまったため資金不足になり、前出の落合の事故によりイメージが悪化した事で、当初内定していた家電量販店のスポンサードも得る事が出来なかった。次第に選手に対してギャラの未払いが発生し、このことで旗揚げから半年に満たない8月に鈴木健想、9月に谷津嘉章が相次いで退団した。特に営業面を担当していた谷津は東京スポーツの取材に対し「長州をはじめとするWJフロント陣はインディー団体を分かってない」として給料未払い等を暴露してWJを痛烈に批判するなど、WJの苦しい経営状況が表面化した。給与未払い問題については越中と大森が反選手会同盟であるタッグチーム「レイバーユニオン」を結成したが、ギミックとして利用されて長州や天龍との抗争が展開された。8月に天龍の入団が発表されたが実際はギミックで契約はされておらず、フリー参戦の状態であった。

### 相次ぐトラブル
興行の不振の打開策としてPRIDEなどの総合格闘技が人気を博していたことを背景に、9月6日に横浜文化体育館でWJ主催の総合格闘技大会「X-1」を開催。プロレスラーとしてはデビュー前であった中嶋勝彦が異例の若さでプロ格闘技デビューすることもあり、開催前は一定の注目を集めたが、招聘した選手のレベルが低かったことや、ルールに熟知していないレフェリーの不手際などが相次いで観客からも酷評された。さらに設営していた金網が外れてしまい、応急措置としてスタッフが手で金網を押さえて試合を続行するという失態から観客の失笑を買うなど、興行面の不手際も目立ち、結局この1回限りで失敗した。大会プロデューサーとして名を連ねていた長州は、一連の失態に憤慨する形で興行について一言もコメントをしないまま大会の終了を待たずに帰宅してしまい、永島に加え、準備期間を与えられずにぶっつけ本番でX-1に出場し負傷した健介も激怒させることとなり、健介側が支度金から団体の運転資金を捻出していた金銭トラブルなども積み重なって、健介側の長州に対する不信感を増幅させ、遺恨を生じさせる一因となった。
WJでは発表された興行が中止となる事態が多発していた。永島は興行が中止となった原因について「会場との契約を交わさない、予約確認をしない、手付金を払わないなどフロントの不手際で試合会場が使えなくなったためだ」と述べている。最も話題になった興行中止は永島の著作によれば「後楽園ホールダブルブッキング事件」と称している一件である。WJは10月22日に後楽園ホール大会を開催することを発表したが、直後にネット上で同日同時刻に後楽園ホールでボクシングの興行が予定されていることが指摘されて、フロントが後楽園ホールに確認したところ結果的にスケジュールが押さえられておらず、急遽お詫びと中止を発表した件である。代替興行として首都圏でビッグマッチを行うと発表したが結局、開催されることはなかった。

### 所属選手の契約解除
11月以降、越中と大森は他団体に参戦して長州もプロレスリングZERO-ONEを主戦場にハッスルなどにも参戦していた。これは永島の著作によれば所属選手に対して経営不振によるギャラの40%カットと引き換えとして、10月に契約解除（事実上専属フリー契約）を行ったためとされている。11月には天龍が事実上のWJへの参戦を撤退。12月、健介も長州らとの金銭問題のもつれなどから決裂したことで退団し、遺恨が生じることになった。
2004年1月5日、中嶋がデビュー戦を行った。中嶋は15歳9か月でのデビューで男子プロレス史上最年少プロレスラーとなったが、3月に保障上の不安から退団し、師匠筋となる健介を頼って「健介ファミリー」に加わった。5月、福田が事業から撤退し、代わって代表取締役社長に轡田浩二が就任。興行以外での新規事業で再建を図るも頓挫して、その後も不定期に長州ら所属選手と主にインディー団体の選手が参戦する形で単独興行を開催していた。

### リキプロへの移行 - 崩壊
8月13日、2日前に退団した石井智宏、宇和野貴史、和田城功、保永がリキプロを設立。長州はWJに取締役として籍を残しつつマネジメントはリキプロが行うこととなり、WJは旗揚げから1年5ヶ月で崩壊。その後、WJ設立時の社長であった福田から長州と永島に対して貸し付けた資金の返済を求めて訴訟となったが、和解に至っている。

## タイトル
- WMG王座
- WMGタッグ王座

## 最終所属選手
- 長州力

## スタッフ

### レフェリー
- 保永昇男

## 歴代所属選手
- 鈴木健想
- 谷津嘉章
- 越中詩郎
- 大森隆男
- 佐々木健介
- 高智政光
- 中嶋勝彦
- 石井智宏
- 宇和野貴史
- 和田城功

## 来日外国人選手
- アニマル・ウォリアー
- スティーブ・ウィリアムス
- ダン・ボビッシュ
- ドン・フライ
- ビッグ・ビトー
- ベイダー
- ホーク・ウォリアー